# تيبعة

تعديل مصدري - تعديل

تيبعه هي إحدى قرى عزلة جعار بمديرية خنفر التابعة لمحافظة أبين، بلغ تعداد سكانها 51 نسمة حسب تعداد اليمن لعام 2004.